# 船舶模型

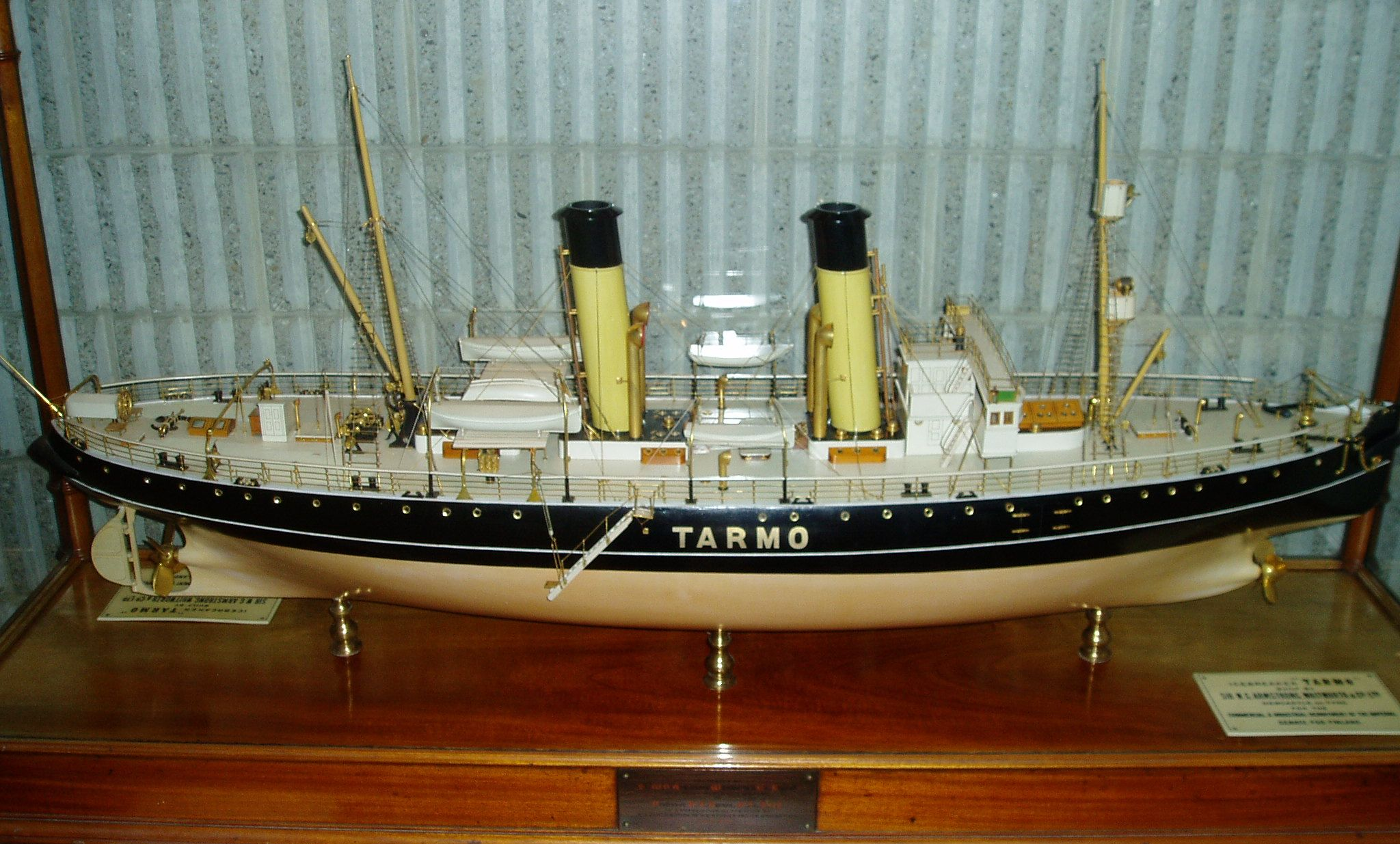
船舶模型

船舶模型（せんぱくもけい）とは船舶の形状を模した模型である。

## 概要
鑑賞用の物やRC装置で運転を楽しむ趣味用の他、造船会社が完成品を見せるプレゼンテーション用、水槽で実験用、ミニチュア撮影に使用する物などがある。
帆船を対象とした帆船模型やボトルシップは一つのジャンルを形成している。
日本では教育の観点から普及が進められたため、模型航空機（模型航空教育）と船舶模型は学習教材とみなされていた。

## 歴史

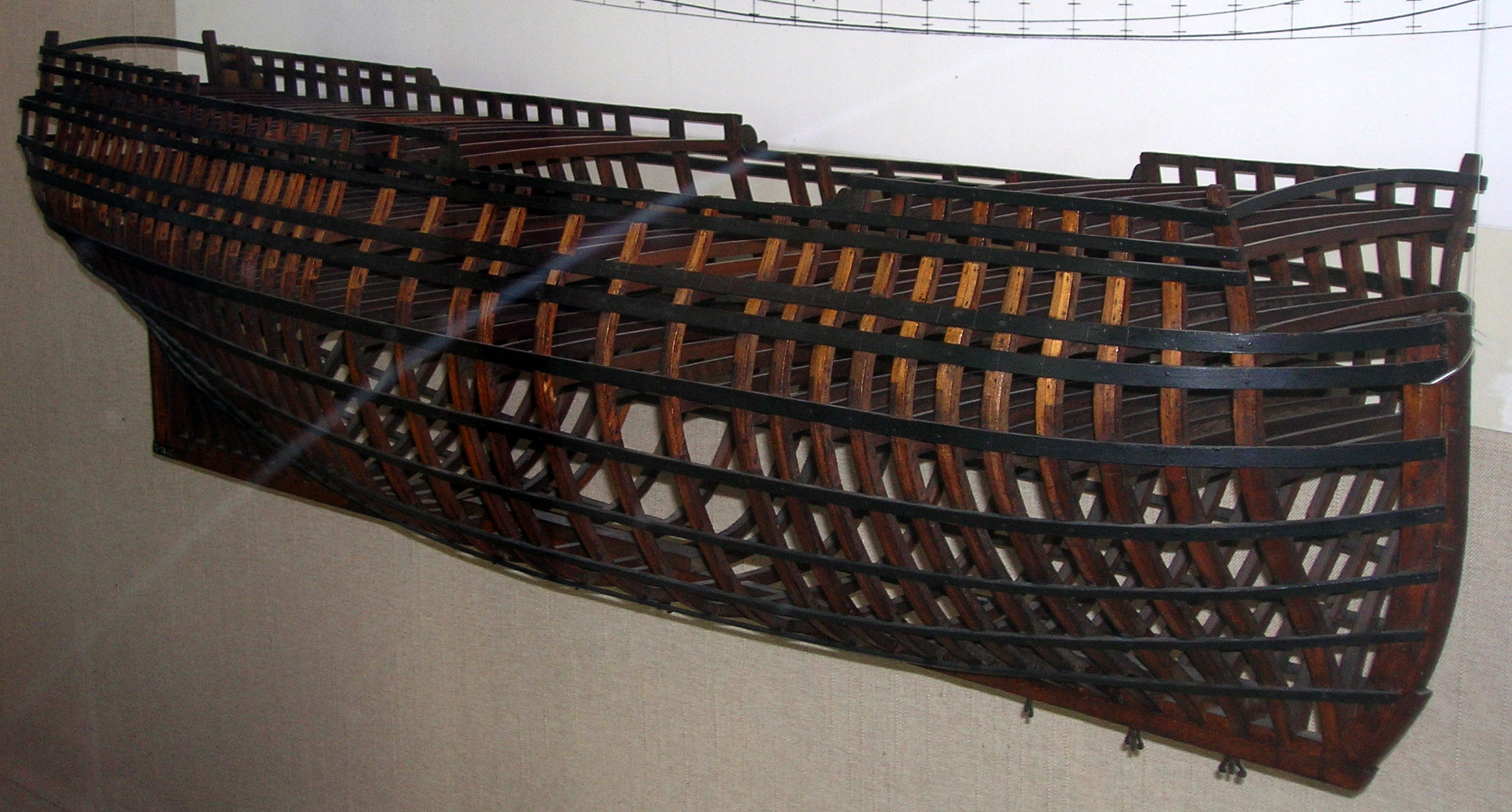
50門艦の内部構造を再現

古代から船の模型は作られており、古代エジプトやメソポタミア、古代ギリシアなどの副葬品や奉納、家庭のインテリアや水差しのモデルに用いられた。
紀元前4000年ごろのメソポタミアからは粘土の船が見つかっている。また古代ギリシアでは軍船を模した物も発見されており、当時の軍船がどのようなものであったかを示すサンプルとされている。
14世紀になると、貴族の間でテーブルに置く置物として、幸運と順風満帆であることの象徴としてシュリュッセルフェルト・シッフがドイツ・フランス・イギリスなどで流行した。シュリュッセルフェルトの名は、神聖ローマ帝国の中心都市ニュルンベルクを拠点とする豪商 Wilhelm Schlüsselfeld (1483-1549)から来たもので、製造もニュルンベルクで行われていた。
大航海時代が始まる15世紀になると、旅の安全を祈願して教会に奉納船や船の絵が奉納されるようになった。16世紀になると、イギリスやデンマークでは設計を確認するための見本として作られるようになった。

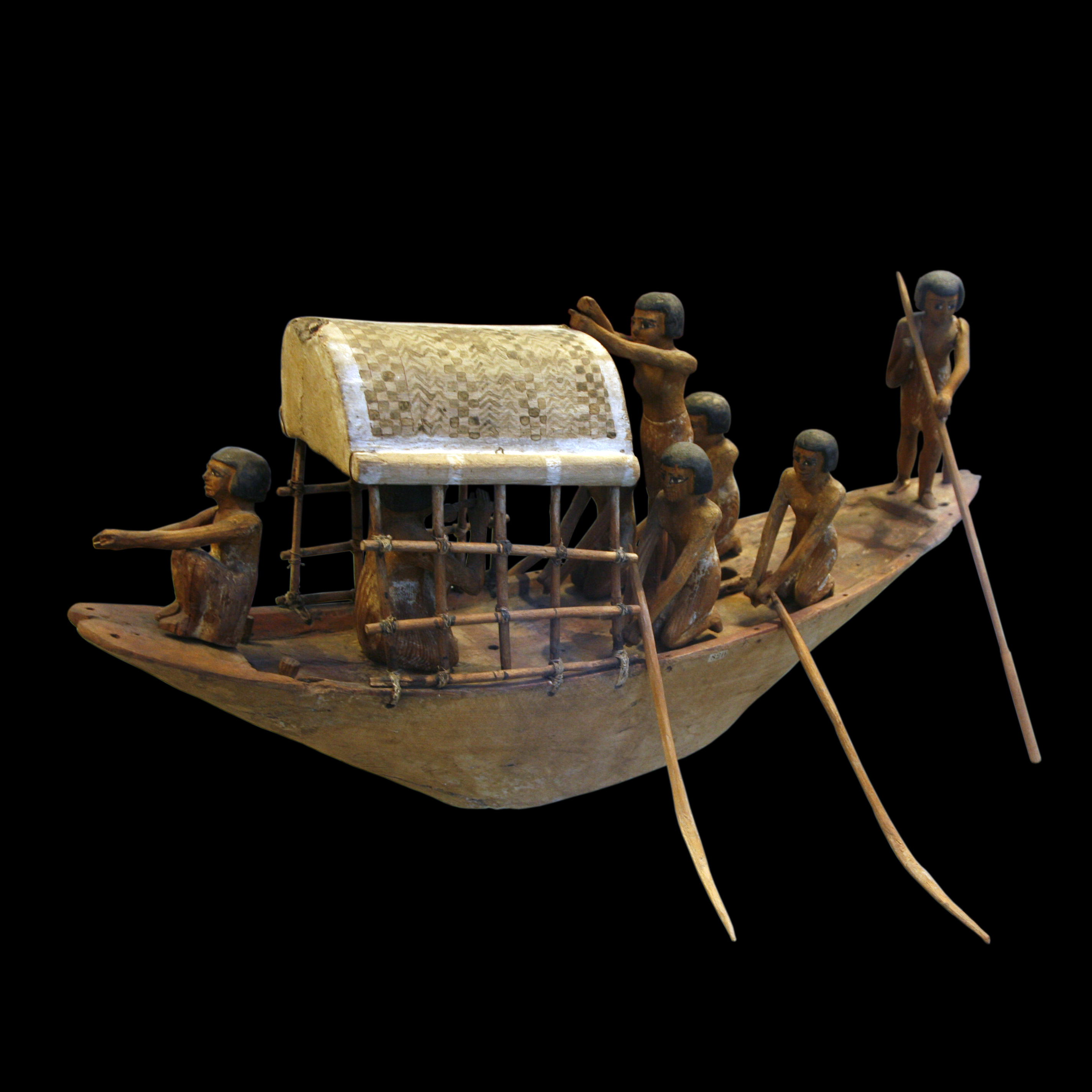
古代エジプトの墓の副葬品。紀元前2000年ごろ
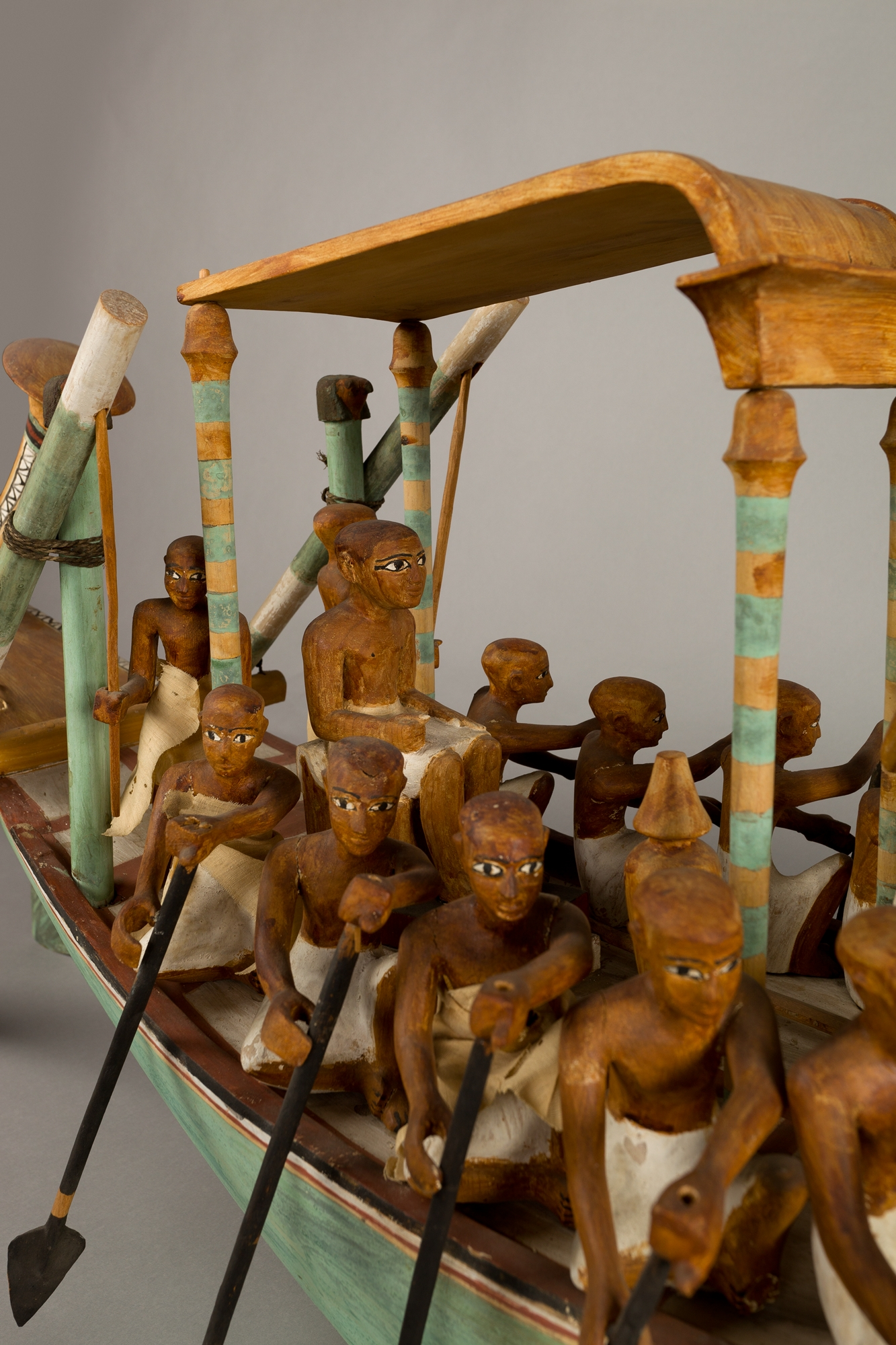
古代エジプトの高官メケトラー（英語版）の墓の副葬品の一つ。数種の船の模型が見つかっている。
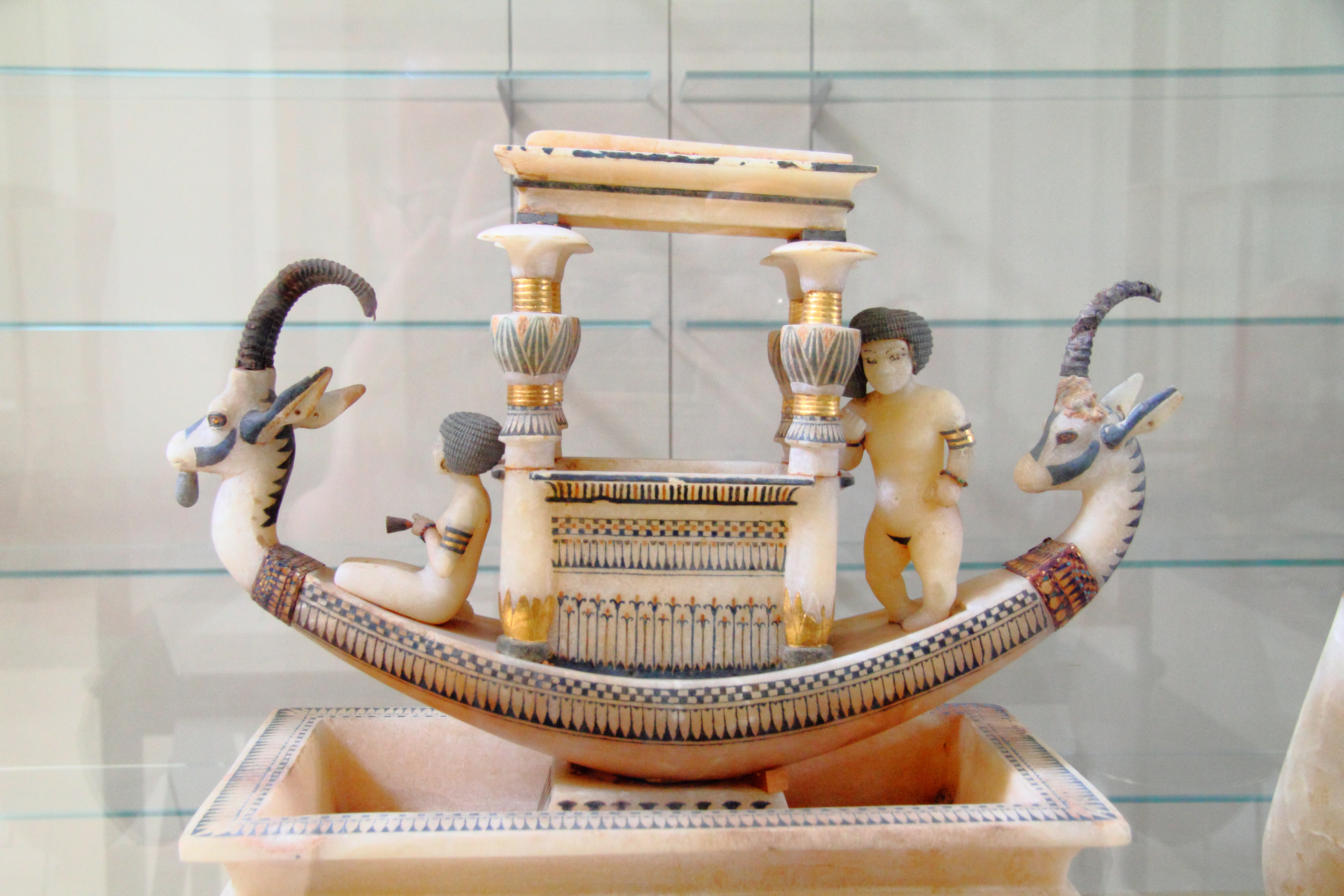
古代エジプト。ツタンカーメンの墓の副葬品
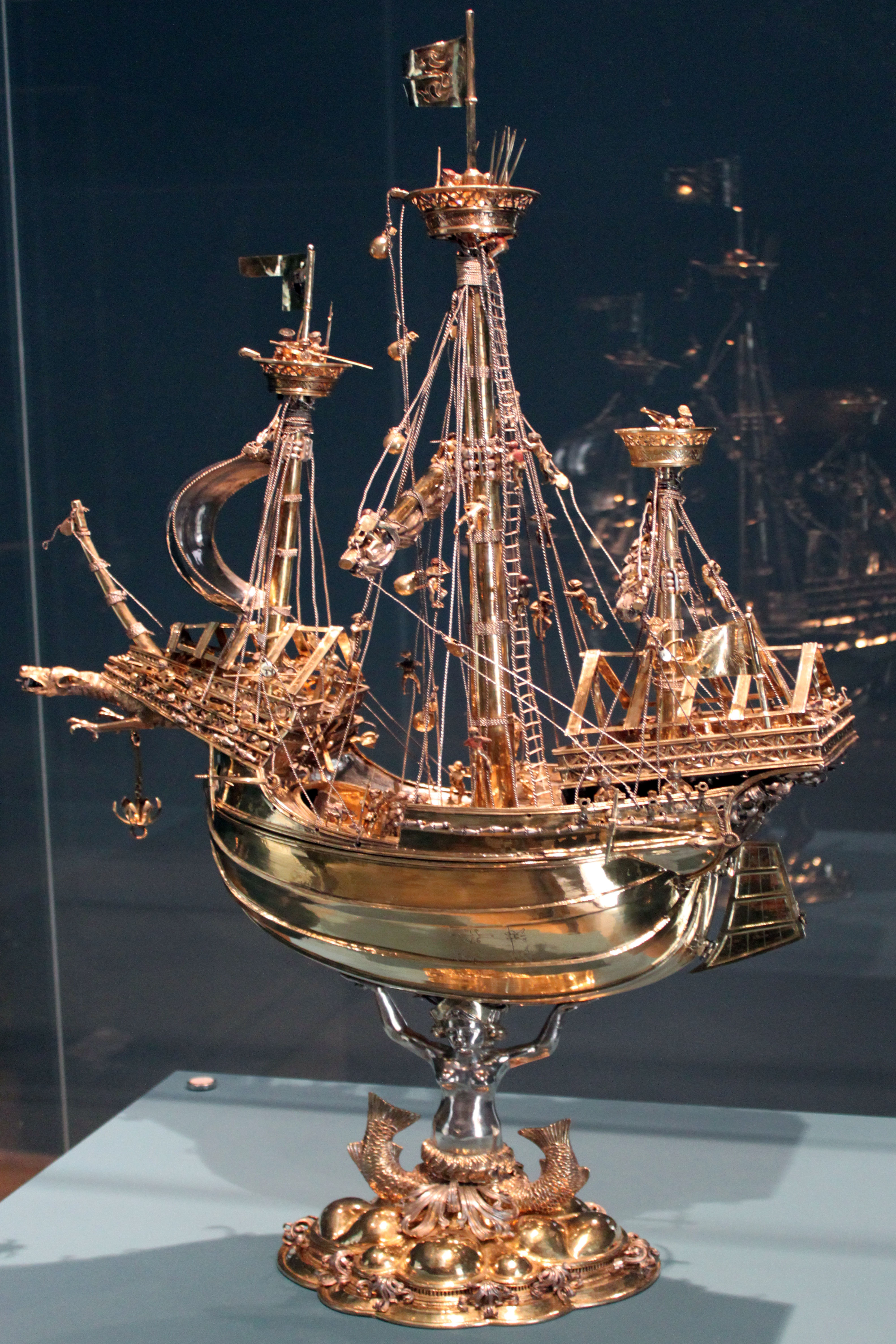
14世紀から貴族に流行したシュリュッセルフェルト・シッフ（ドイツ語版）
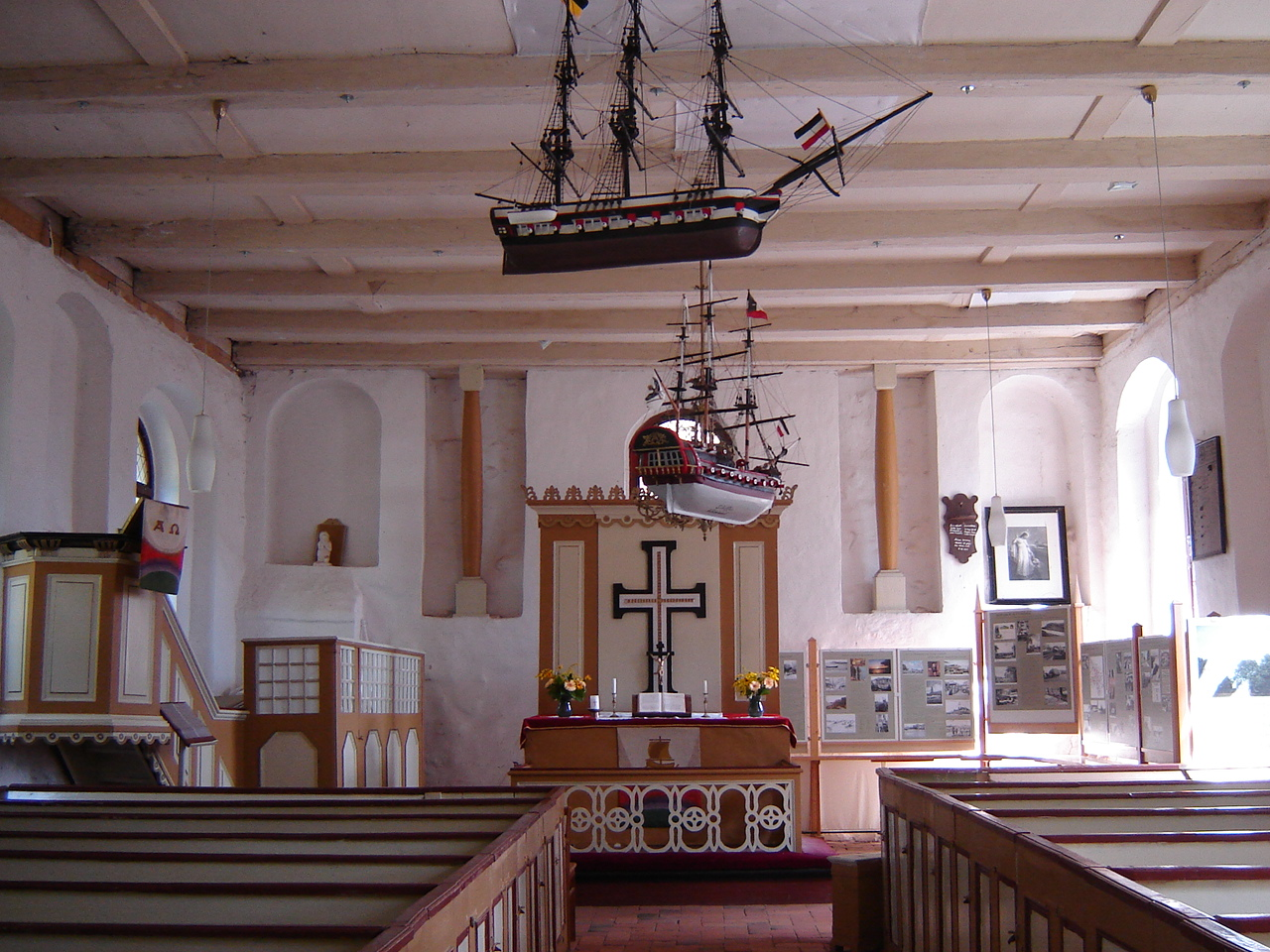
教会に展示される奉納船

## RC以前の模型ヨット

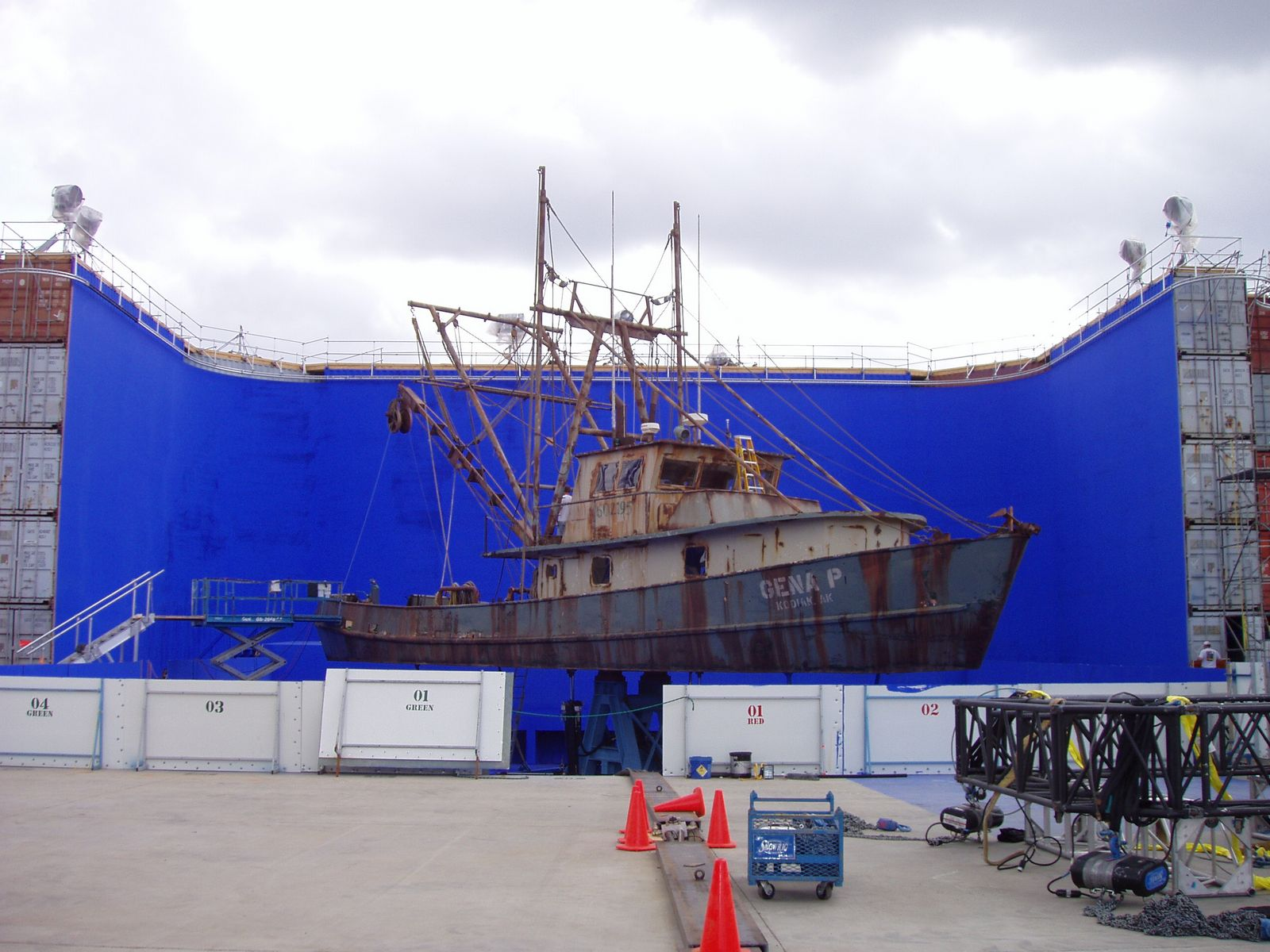
守護神 (映画)の撮影に使われた船舶の模型。背景にブルーバックを使用している

模型ヨットの起源は、帆船時代に造船所が製作・売却した当該帆船の模型を注文主に贈呈したことに始まると言われるので、数百年前になる。模型ヨットの競技が始まったのも、RCの登場よりも100年以前である。模型ヨットの性能は船型と帆装で決まるが、ともに流体力学の範疇であり、造船工学や空気力学の分野で長年研究されてきた。

### 船体の工作
抵抗が少なく早く航走できる船型に付いては長年研究され、優秀と言われる設計図が発表されている。その船型を正確に再現するために、以下のような製作法がある。

#### 木製削りだし
伝統的な製作法。よく枯らした節の無いパイン (pine)、ホワイト・パイン (white・pine)、ホワイト・シーダー (white・ceder)、マホガニー (mahogany) を使う。
1. 大きなブロックから一木（いちぼく）つくりで削りだして、中をくりぬく。削る分量が多く、失敗したときに修正が困難。
2. 他の一法は、俗に「ブレッド・アンド・バター」法と呼ばれ、食パンのような薄板を垂直に重ねて接着した粗材から削りだす。船体の水平断面を囲むように糸鋸で切り抜いた形の板を重ねるので、段差を均すように削ればよく、削る分量は少ない。

両方とも、各前後位置の断面ゲージを当てながら削っていき、中をくりぬく。

#### 木製組み立て式
実物と同じようにキール（竜骨）とフレーム（肋骨）骨組みを作り、それに外板を貼り付ける方法で、熟練者向き。

#### プラスティック製
熱可塑性、あるいはグラスファイバー補強型のプラスティックを使い、粘土または石膏のオス型の外側に貼り付けて作る。また、既製の船体をオス型としてメス型を作り、その内側に貼り付けると、コピーが出来る。
模型船がカッター型で無い場合は、上記の船型下側に実物ヨットと同様に下部に鉛の重錘を入れたフィン・キールを取り付ける。

### 帆装
任意であるが、スクーナー型とスループ型が多い。競走用の場合は単純なスループが好まれる。

### 機械的な帆走の操縦
RC以前には、風向きや船体の傾きを感知して操舵する、自動操舵システムが使われていた。模型ヨットは、舵を固定して操舵を行なわないと、風に正対してしまう傾向がある。風上に向かう帆走では、比較的進路を保つが、追い風になると蛇行が止まらないので操舵が不可欠で、以下の方法が使われる。これらはRC以前に100年くらい使われていたが、適当なセットを行なうことはきわめて微妙な技術である。

#### 舵に重錘をつける方法
風圧で船体が傾くのを利用して、舵本体または舵の柄に付いている錘が傾きの下側方向に動き、舵を切る方法。錘の分量や取り付け位置（モーメントアームの大きさ）によって適当な効き方に調整する。イギリス圏に多く、風上方向コースに向く。

#### メインシート連動法
メインシートとは、主帆の角度を調整するロープで、引くとブームを引き寄せて、主帆の向きを船体の前後方向に近づける。
風圧が強くなると、ブームは外側に押し出され、メインシートは引き出されて、船体は風上に向けられる。このメインシートの引きを使って、舵を風下に切れば、船体の向きを修正できる。このメカニズムは、風の変化に応答しやすいように、リターン・スプリングを備えている。
アメリカ圏で多用され、追い風のときの保針性がよい。

#### 風見（ヴェーン）と舵を連動させる方法
主帆の代わりに、独立した風見（ヴェーン）を取り付け、そのなびき方と舵を連動させると、より正確な操舵が出来る。風見はバルサ材のような軽い木材で作る。この方式は風上に向かうコースの場合と風下に向かうコースの場合と2種類の基本セットがある。
実物ヨットでも長距離直線航走の場合の自動操縦にヴェーン式を利用することがある。
上記の各方法は、併用・補完される。

## 艦船模型

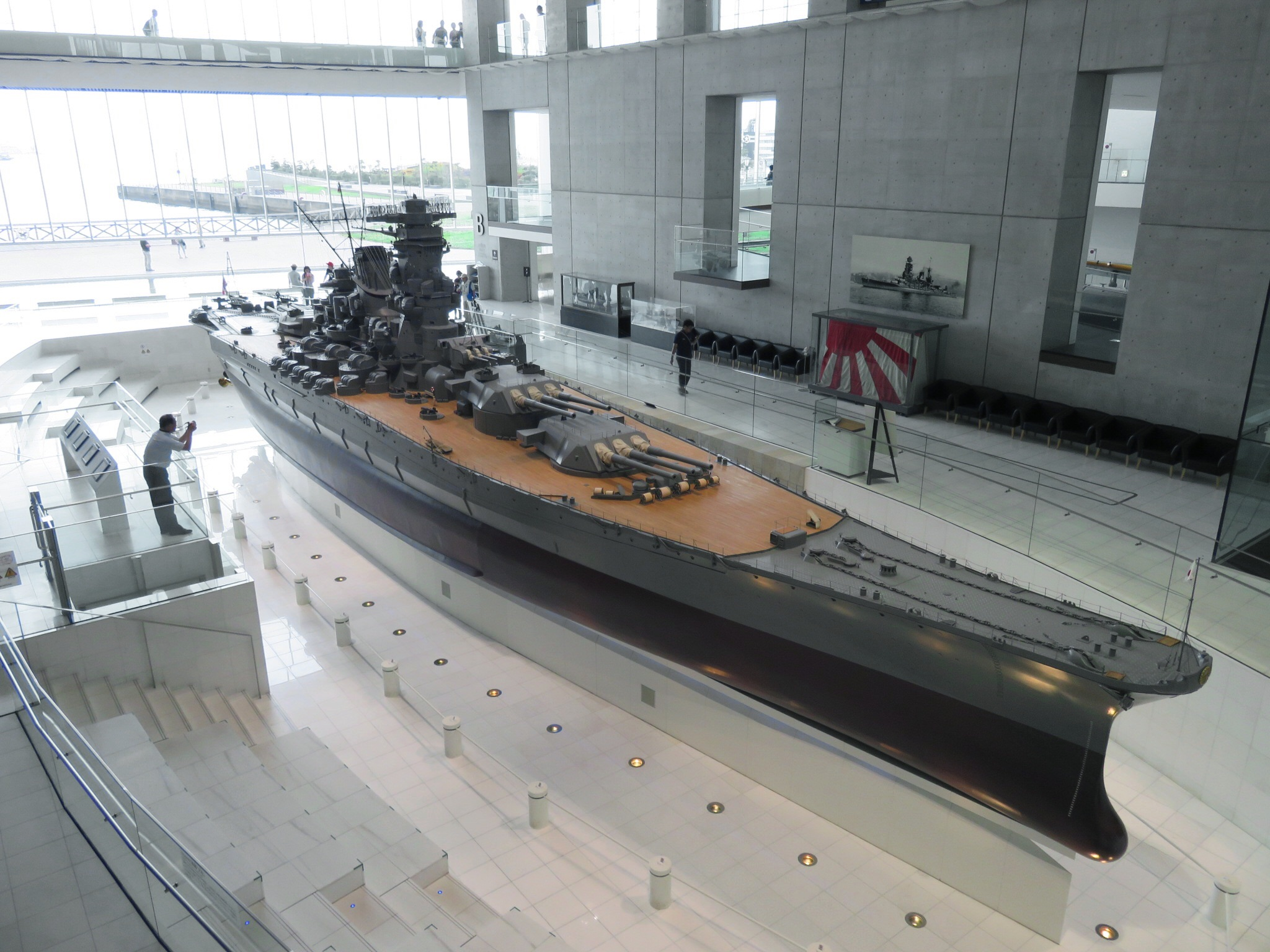
呉市海事歴史科学館の大和の模型

船舶模型の分野の一つとして艦船模型がある。艦船模型は船舶模型の一分野ではあるが、愛好家の間では船舶模型は主に民間商船を扱い、艦船模型は軍艦の模型を扱うように明確に区別される。1/700のウォーターラインシリーズ、シーウェイモデルシリーズをはじめとして各社から発売される。ネイビーヤードや艦船模型スペシャルのような専門誌も刊行される。
各地の海事博物館等に展示される。近年は艦隊これくしょん -艦これ-や蒼き鋼のアルペジオ等の影響で売り上げが増えている。

## ラジコン船舶模型

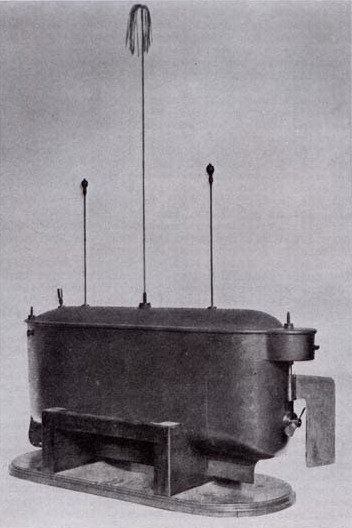
1898年にニコラ・テスラが無線操縦の実演に使用したラジコン船

ラジコン船舶模型または、ラジオ・コントロール模型ボートとはラジコン（以降RCと表記）装置によって遠隔操作されている模型ボート・船舶である。

### 歴史
船舶の無線操縦の歴史は古く、ニコラ・テスラが19世紀末に小型無人船の無線操縦の実演を行っている。テスラはジョン・ヘイズ・ハモンド・ジュニアと共に無線操縦の研究を進め、1898年7月1日にこの発明の特許(アメリカ合衆国特許第 613,809号)を取得した。

### 単純な楽しみのためのRC模型ボート
普通のホビー活動には電動のスポーツボートが多い。航行速度は、宣伝文にある「15マイル (24㎞) /h」よりはかなり低く、1回の充電による航続時間は10分以下である。この種のボートは、模型店・小売量販店などで玩具として販売されていて、使用者は性能向上の目的で改造することが多い。エンジン付ボートに比べると静粛で低速なので、一般の湖や池でも受け入れられる。ファンは、この種のボートで入門し、後述の高速電動ボートや内燃機関搭載ボートに進む。

#### 動力
内燃機関
主に高速での競技用ボートに用いられる。小型や中型の物はグローエンジンを使用するが大型の者はガソリンエンジンを使用する。
外燃機関
主に蒸気エンジンや蒸気タービンが用いられる。蒸気タービンは高速で回転し、トルクが小さいので歯車で減速する。蒸気エンジンは可変ピッチプロペラを使わなくても逆回転させることにより後進できる。外燃機関の一種としてスターリングエンジンやバキュームエンジンもある。
電動機
以前は重かったが近年は小型で高出力のブラシレスモーターが普及し、リチウムポリマーバッテリーと組み合わせる事で同規模の内燃機関と遜色ない物が登場しつつある。音が静かなのでスケールシップや空気を必要としないので潜水艦に用いられる。一部では燃料電池の使用も実験的に行われているがまだ一般的とはいえない。

### スケールモデル
スケールモデルのボートとは、実物の船舶の縮小模型である。
手に乗るくらいの小さなものから、100kg以上の巨大模型まで、さまざまな大きさがある。原型の図面や写真に基づき正確に製作されるが、作者のイメージや空想によって改造されることも多い。潜水艦のスケールモデルもある。
メーカーからキットで販売されているものや実物の図面を元に愛好家が作る場合もある。製作には精密なものだと余暇を利用して作った場合数年かかる例もある。多チャンネルのRC送受信機を使用し、エンジン音やサイレン等のサウンドや放水等のギミックを搭載しているものもある。外輪船やシュナイダープロペラ等実物同様の推進器を取り入れたものもある。映画等の撮影に利用されるものもある。

### ヨット（帆船）
帆船とは、帆に作用する風の力で推進される船舶である。
模型ヨットは、操縦者の手持ちのマルチ・チャンネル発信機と、船に乗せた受信機によって操縦される。発信機の2つの操縦桿を動かすと、それぞれの信号がある周波数の電波に乗った別のチャンネルで送信される。周波数は、操縦者／ボートごとに割り当てられ、複数の船が同時に操縦できる。
船側では、受信機が上記の信号を受けて解読し、接続されている2つの電池式モーターあるいはサーボを動かす。サーボのひとつは主帆・ジブ（前帆）の角度を同時に変更して、帆の向きを操作する。他のサーボは、舵の角度を変えて、船体の向きを操作する。

### 競技用ヨット
模型ヨットの競技帆走には、実艇と同様にISAF (International Sailing Federation) 競技規定によって管理される。同規定のアペンディックスEに、RCスポーツのための特別規定がある。
ISAF規定では4種のRC模型ヨットの競技を定めている。以下、大きさ順（小～大）に説明する。
- インターナショナル・ワンメーター級（IOM級）
  - 単艇身、全長1000mm以下、喫水420mm以下、重量4000g以上、帆装は3種に限定。
  - 競技力のあるヨットを自作できる仕様制限とされる。
  - 制作費が高価にならないように、船体は木またはグラスファイバー、マスト・ブームはアルミまたは木に限定される。
- インターナショナル・マーブルヘッド級（M級）
  - 全長1290mm以下、喫水700mm以下。6種の帆装が許されるが、高さは2200mm以下。
- インターナショナル・テンレーター級（10R級）
- インターナショナル・A級（A級）
  - 最大の国際RC模型競技ヨット。

以上の競技級に対置される、環境にやさしい入門種目として「ボトル・ボート」がある。これは清涼飲料の空きボトルの船体に、ごみ袋の帆をつけた廃棄物利用のものである。

### 競技用動力艇
国際模型ボート協会 (IMPBA) 、北米模型ボート協会 (NAMBA) は、夫々コース、競技規定、やり方などを定めている。
国内・国際競技とも、直線と周回の競技コースが使われる。RC競走艇は、高い最大速度と操縦性を目標にしている。水面に任意にブイを設置して周回コースを作るから、さまざまな走り方に高速で対応できなければならない。一般的な周回コースは、長さ330フィート (100.6m) の直線を半径35フィート (10.7m) の円弧でつないだ楕円で、1周が1/6マイル (268m) になる。直線の速度記録を競うために、直線コースもある。ボートは出発ラインとゴールラインで光電式に計時され、その時間差と両ラインの間隔で速度が計算される。短距離・高速型のレース、電動艇のレースは、静かな湖水などで行なう。電動艇の速度は80km/h、航続時間は10分に達し、直線100ヤード (91m) のスプリント・レースでは内燃エンジンと一緒に競技している。
原動機や船体の形式によって、何十種にも細分されている。原動機には、電動・グローエンジン・蒸気機関・ガソリンエンジンなどがある。船体の形（船型）には、モノ・ハイドロプレーン・カタマラン・アウトリガー・エコなどがある。競技級は以上の区分に加えて、動力用電池の形式や本数、エンジンの大きさ（行程容積など）、細かい船型区分、プロペラの位置（水没・水面）などによって、さらに細分される。
上記の動力で駆動される推進装置は、水中のプロペラ、空中の飛行機用プロペラ、水中ジェットなどである。
通常は、次の2種類のチャンネルでRC操作する。ひとつは、舵・船外機・船尾推進装置の向きを変えて、船の針路をコントロールする。他は、スロットルの操作によって船の進行速度をコントロールする。スケールモデルの場合は、実物らしさを演出するために、上記に加えて霧笛を鳴らし、レーダーアンテナを回転させるなどの追加操作を行なう。また、高度に発達した競技ボートでは、競技走行中に空気と燃料の混合比を調整し、プロペラの高さ変えて推進する角度や水没の程度を調整している。
工作の難易によって次の3種類に区分される。
- RTR（レディー・ツー・ラン：すぐに走行できる）型。
- ARTA（オールモスト・RTR：少しの手間で走行できる）型。
- キット品。高性能な競技艇はキットから製作し、製作者は自分で受信機と各種装置をそれに組み込む。

操縦者がモーターボートに乗って模型ボートを追走しながら、海上を何キロも走行させるレースもある。さまざまなクラスの模型ボートが同時に走行し、計時によって各クラスの順位を決める。このような外洋レース艇のエンジンは内燃機関が使われる。RCが普及する前には、Uコンのように索をつけた周回走行や、自由走行が行なわれていた。索つき周回速度の記録は、260km/hに達しているが、走行条件が違うのでRCボートの記録はそれに及ばない。

### 海戦競技
軍艦のRCの楽しみ方のひとつに、実際に弾丸を発射して海戦を行なう「コンバット競技」がある。弾丸は、BB、3/16、7/32、1/4サイズのボールベアリングで、ガスによって相手艦に向かって発射される。
この競技のスケール軍艦は、危険の無い程度の弾丸でも穴が開くように、バルサ張りで作られ、修理しやすい簡単な構造である。競技によって常に沈没するわけで、浸水をくみ出すビルジポンプも備えている。

### タグ・ボート（曳き船）
スケールモデルのタグ・ボートの推進・操舵システムは、実物どおりに再現されることが多い。たとえば、通常のプロペラと舵ならば、軸数・枚数は実物どおりであり、ベッカー方の舵、コルト型ノズル、ショッテル、Z－ドライブ、シュナイダー・プロペラなども原型にあわせて模型化される。
タグ・ボートの競技は、操船による運動の実物らしさを採点する。運動は、タグ・ボート単独の場合と、艀（はしけ）を曳いた場合と両方が採点される。
模型タグ・ボートは、正確な運動性を利用して、撮影カメラを搭載することもある。

### 潜水艦
国内外のメーカーから発売されている。国内ではトイラジとして赤外線や電波で操縦するものが複数ある。日本国外のメーカーでは本格的な実物同様の構造を持つものもある。国産でも一部のメーカー製品にはトイラジでもトリムタンクを備える本格的な物もある。愛好家が作ったものの中には水中映像撮影用のビデオカメラを搭載できるものや魚雷や水ロケット等による弾道ミサイル発射等のギミックを備えるものもある。潜航舵を使用して前進時に潜る物や垂直上下用のスクリューを使用する物やトリムタンクを使用するものがある。近年は各地で競技会も開催される。

### プロペラボート
通常の船舶は推進器としてスクリューやウォータージェットを使用するがプロペラボートはプロペラを使用して推進する。このため喫水線が浅い為に湖沼地帯や海草などの多い浅瀬等でスクリューが絡まる恐れのある場所でも航行できる。

### ホーバークラフト
空気を船底から噴出すことにより浮上して航行する。抵抗が少ない為、高速航行に適しているが燃料の消費が多く、うるさい。あまり多く乗せることが出来ない。

### 手漕ぎ船
一部の愛好家の間ではガレー船や手漕ぎボート等も作られている。旋回時に操舵機構によるものと左右の推進力を変えるものがあり、後者のほうが難易度が高い。また手漕ぎ船の一種として櫂や艪で漕ぐ物もあり、こちらは機構がやや複雑である。